# Bitwa nad rzeką Côa
Bitwa nad rzeką Côa – potyczka, która została stoczona 24 lipca 1810 w czasie kampanii portugalskiej w trakcie wojen napoleońskich w bardzo trudnym terenie w dolinie rzeki Côa. Było to pierwsze starcie nowej armii marszałka André Massény po jej wkroczeniu do Portugalii.
W związku z tym, że siły brytyjskie były w tym okresie zbyt słabe, by stawić czoła armii Massény, 22 lipca generał Wellington napisał do brygadiera Roberta Craufurda, że on osobiście „nie podejmowałby żadnych działań poza linia rzeki Côa”. W dwa dni później Craufurd, który miał do dyspozycji 4 200 piechurów, 800 kawalerzystów i 6 dział, został zaskoczony na wschodnim (prawym) brzegu rzeki przez wojska marszałka Michel Neya. Oceniwszy, że nie ma dość czasu, by wycofać się na drugi brzeg, jak to sugerował Wellington, Craufurd zdecydował się na walkę w celu osłaniania – tak długo jak to możliwe - wycofywania taborów, artylerii i kawalerii, nawet za cenę poświęcenia piechoty. Celem dla obu stron zaczynającej się bitwy był wąski kamienny mostek, który stanowił jedyne przejście przez rzekę na odcinku kilkunastu kilometrów.

## Siły obu stron
Brytyjska dywizja składały się z 1 Brygady ppłk. Sydneya Beckwitha, 2 Brygady ppłk. Roberta Barclaya, Brygady Kawalerii brygadiera George’a Ansona i baterii artylerii konnej.
VI Korpus Neya składał się z dywizji piechoty generałów-majorów Juliena Mermeta i Louisa Loisona, brygad kawalerii Auguste’a Lamotte’a i Charlesa Gardanne’a oraz czterech baterii artylerii pieszej i dwóch konnej.

## Przebieg bitwy
Podczas oblężenia Ciudad Rodrigo, Craufurd szachował sporą część francuskiego korpusu przy pomocy szeregu wysuniętych czujek, a po upadku miasta w dniu 10 lipca wycofał się na wschód. 24 lipca popełnił jednak poważny błąd taktyczny podejmując bój mając za plecami rwącą rzekę o stromych skalistych brzegach i w dodatku będąc w zdecydowanej mniejszości. Gdy wreszcie zaczął wycofywać tabory, w wybuchłej nagle panice przewrócony wóz zablokował most w chwili, gdy Francuzi rzucili swoją kawalerię do ataku. W ciągu kilku minut nad karkami pierzchających artylerzystów i taborytów brytyjskich zawisły szable konnicy francuskiej. Na przedmościu powstał zamęt.
Tymczasem broniący wzgórz nad rzeką piechurzy elitarnej dywizji Craufurda bronili się zażarcie, dopóki przeszkoda na moście nie została usunięta, a kawaleria i działa przeszły na drugi brzeg. Stoki wzgórz wokół drogi zbiegającej do mostu podzielone były licznymi, kamiennymi murkami, przez które piechurzy - w ciągłej walce - musieli się przedostawać. W pewnym wypadku jedna z kompanii piechoty brytyjskiej znalazła się w pułapce, z 3-metrowym murem za plecami. Żołnierze naparli wspólnie na mur, obalając go z najwyższym wysiłkiem i ratując się tym samym przed śmiercią lub niewolą.
Gdy ludzie Craufurda szczęśliwie przedostali się przez Côa, Francuski dowódca podjął pochopną decyzję szturmowania mostu, który był już pod ogniem brytyjskiej artylerii. Trzy kolejne ataki się nie udały, a piechota francuska straciła 117 zabitych i 414 rannych. Brytyjczycy stracili 36 zabitych, 189 rannych i 83 zaginionych.
Krótko po bitwie forteczka Almeida została zdobyta przez Francuzów.